# Курбийак
Курбийа́к (фр. Courbillac) — коммуна во Франции, находится в регионе Пуату — Шаранта. Департамент — Шаранта. Входит в состав кантона Руйак. Округ коммуны — Коньяк.
Коммуна образована двумя бывшими приходами: Курбийак и Эрп.
Код INSEE коммуны — 16109.
Коммуна расположена приблизительно в 400 км к юго-западу от Парижа, в 100 км юго-западнее Пуатье, в 30 км к северо-западу от Ангулема.

## Население
Население коммуны на 2008 год составляло 600 человек.
| 1962 | 1968 | 1975 | 1982 | 1990 | 1999 | 2008 |
| ---- | ---- | ---- | ---- | ---- | ---- | ---- |
| 411  | 400  | 426  | 456  | 473  | 502  | 600  |

## Администрация
| Период | Период | Фамилия        | Партия | Примечания |
| ------ | ------ | -------------- | ------ | ---------- |
| 2001   | 2008   | Франсис Венсан |        |            |
| 2008   |        | Бернар Кот     |        | винодел    |

## Экономика
В 2007 году среди 362 человек в трудоспособном возрасте (15—64 лет) 263 были экономически активными, 99 — неактивными (показатель активности — 72,7 %, в 1999 году было 67,4 %). Из 263 активных работали 234 человека (132 мужчины и 102 женщины), безработных было 29 (7 мужчин и 22 женщины). Среди 99 неактивных 27 человек были учениками или студентами, 36 — пенсионерами, 36 были неактивными по другим причинам.

## Фотогалерея

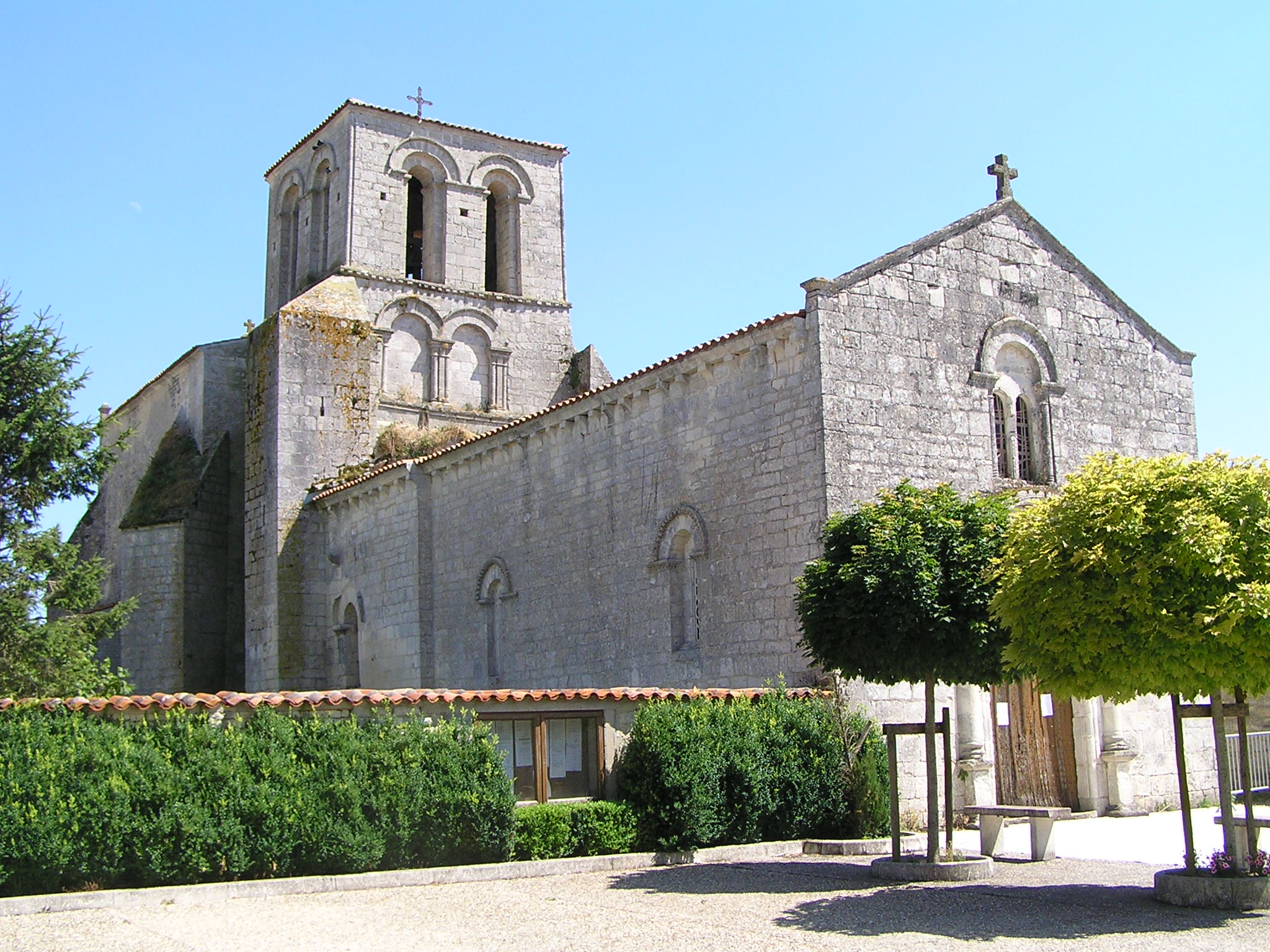
Церковь Сент-Обен
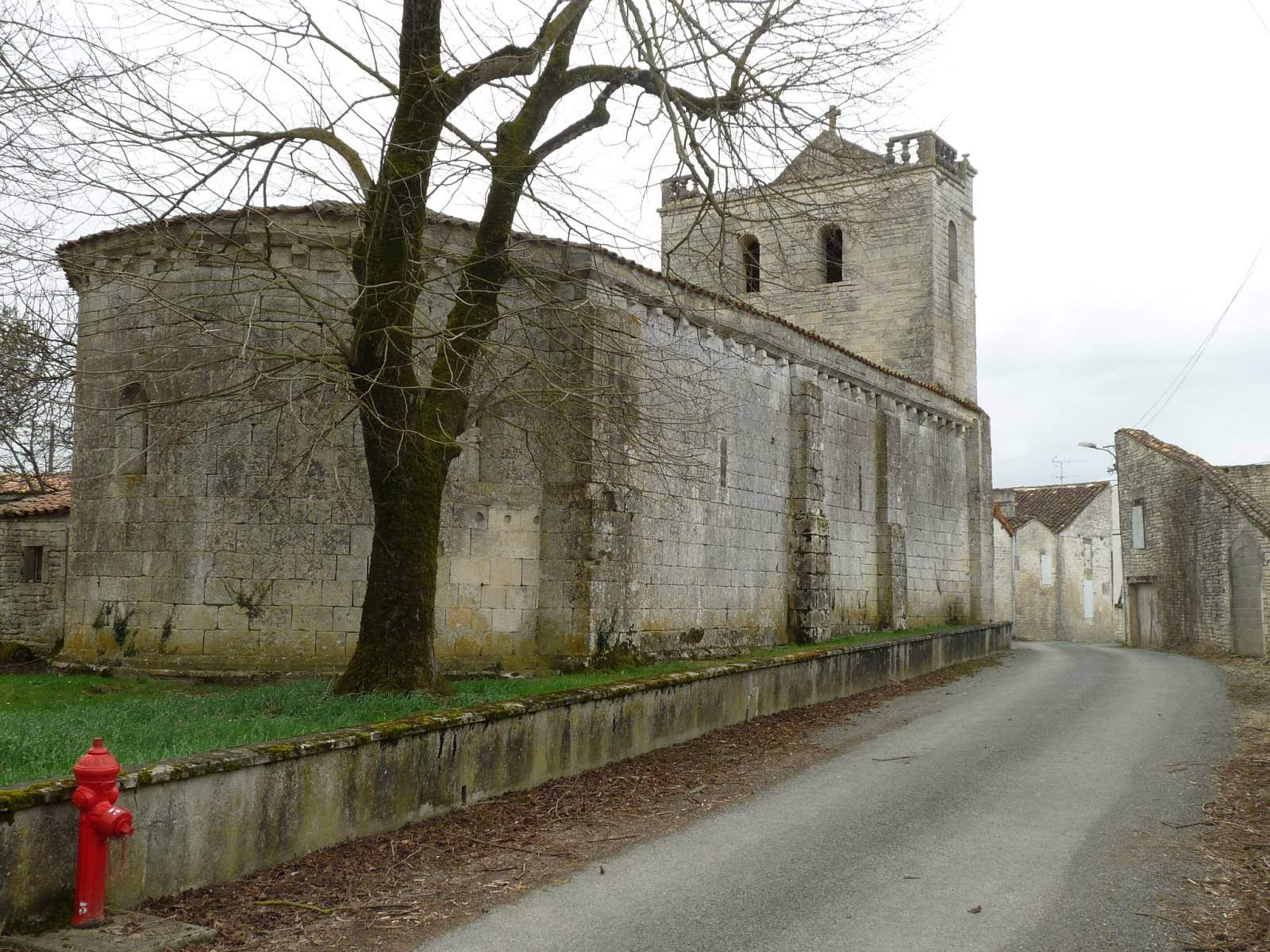
Церковь Эрп
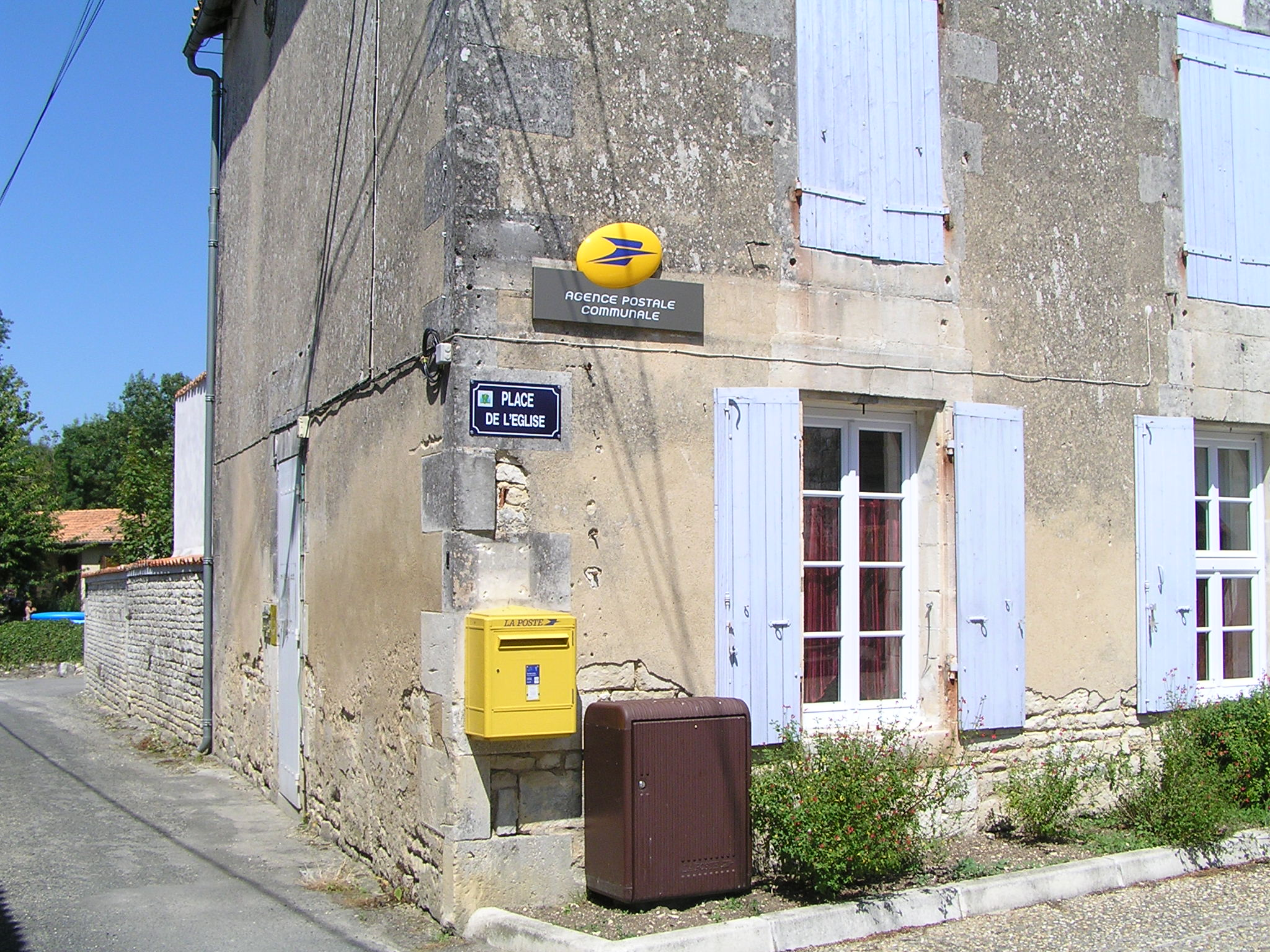
Почта